# Уджате-Тревано
Уджате-Тревано (італ. Uggiate-Trevano) — муніципалітет в Італії, у регіоні Ломбардія,  провінція Комо.
Уджате-Тревано розташоване на відстані близько 520 км на північний захід від Рима, 45 км на північний захід від Мілана, 10 км на захід від Комо.
Населення — 4808 осіб (2014).

## Демографія
Населення за роками:

Станом на 1 січня 2023 року в муніципалітеті офіційно проживало 213 іноземців з 47 країн, серед них 50 громадян країн Євросоюзу та 12 громадян України.

## Сусідні муніципалітети
- Альбіоло
- Біццароне
- Кольверде
- Фалоппіо
- Новаццано
- Ронаго
- Вальмореа